# New Flyer

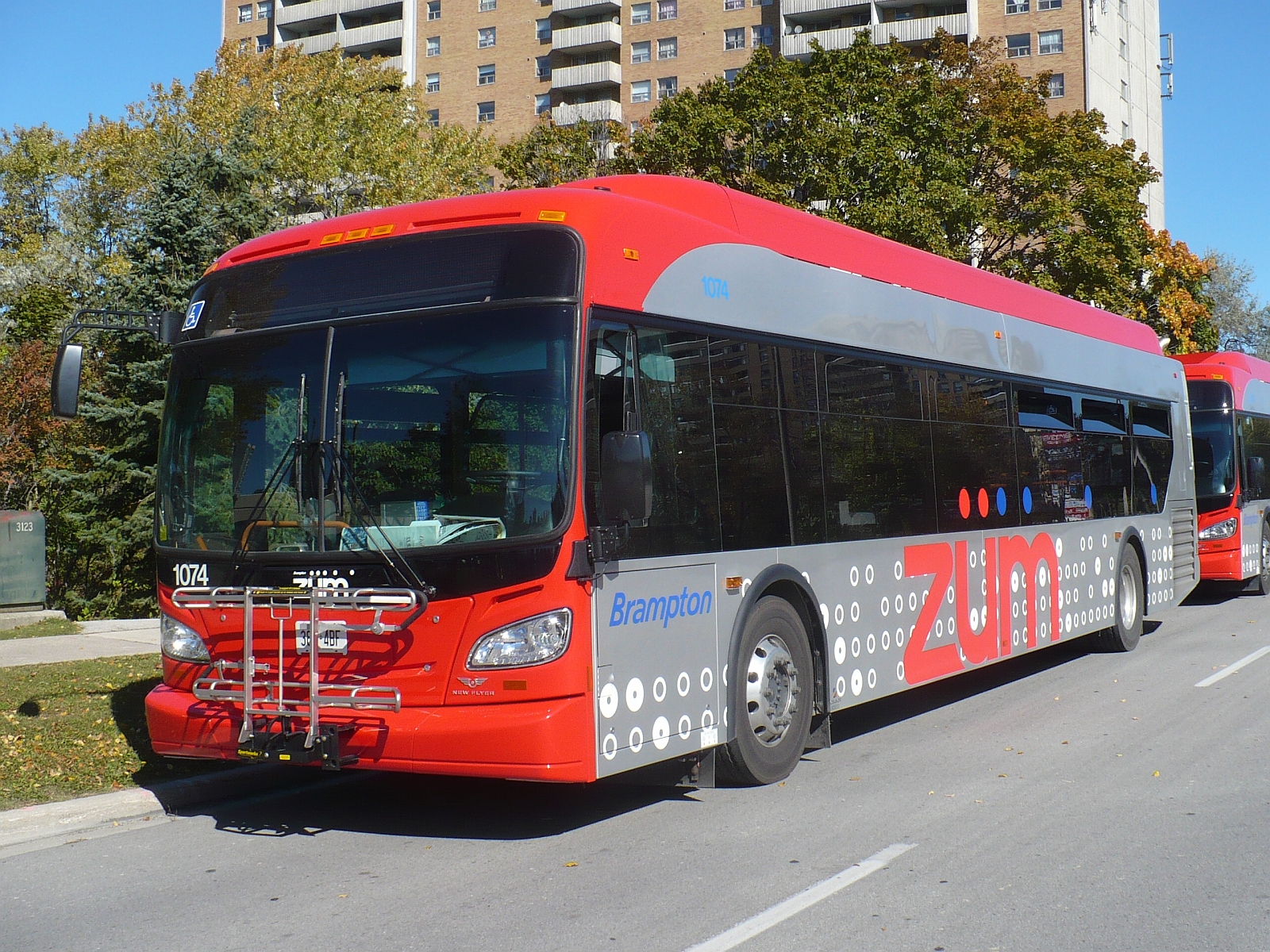
New Flyer DE40LF (Hybrid), Modell 2008

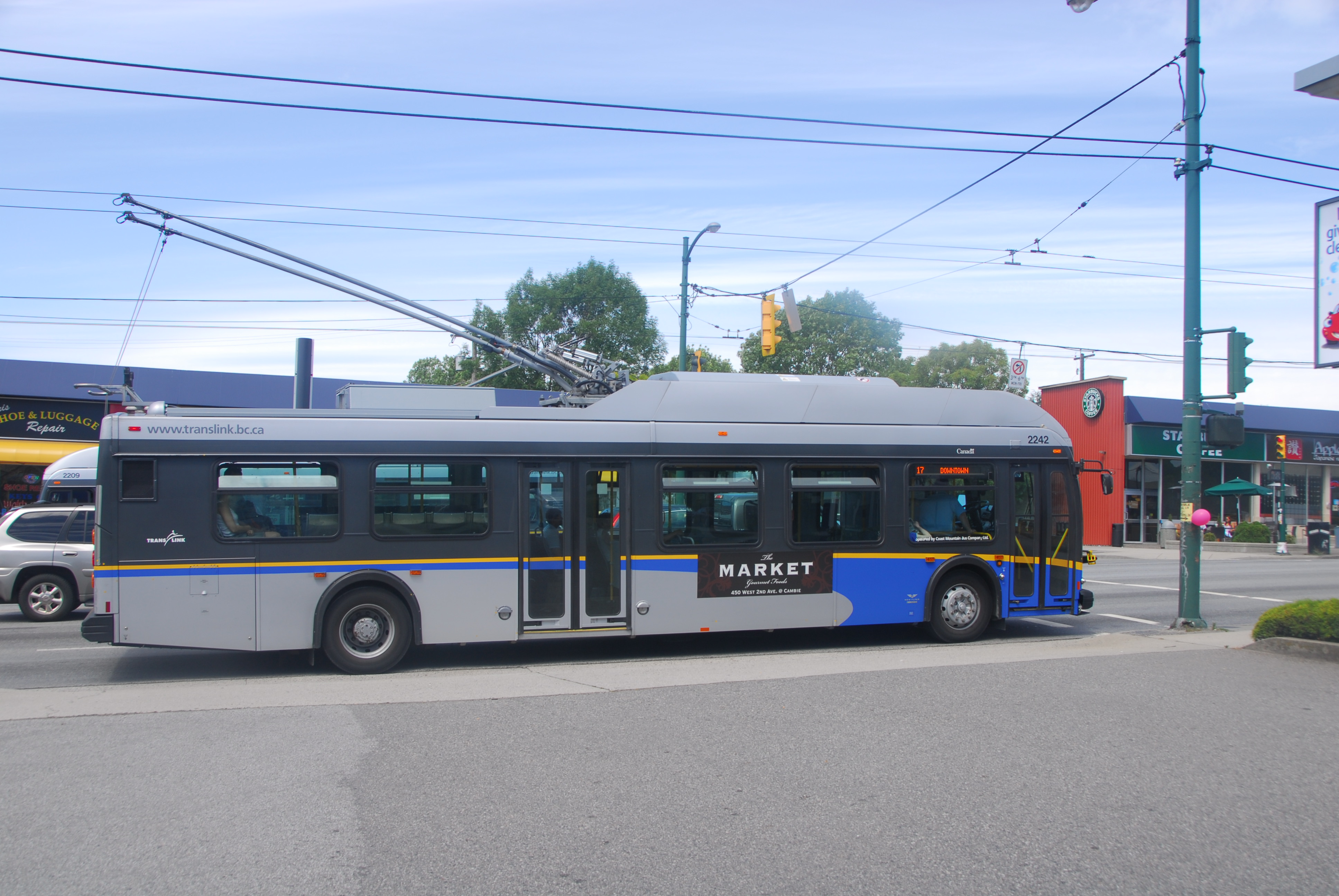
New-Flyer-Wagen beim Oberleitungsbus Vancouver

New Flyer Industries Inc. ist ein kanadischer Hersteller von Stadtbussen. Das Unternehmen betreibt Werke am Stammsitz in Winnipeg sowie in den US-amerikanischen Städten St. Cloud und Crookston (beide Minnesota). Die Busse werden auch in die Vereinigten Staaten, Lateinamerika und Südamerika exportiert.

## Geschichte
Das Unternehmen wurde von John Coval 1930 gegründet. Damals operierte das Unternehmen unter dem Namen Western Auto and Truck Body Works Ltd. Durch die Zunahme der Produktion von eigenen Bussen wurde das Unternehmen 1948 in Western Flyer Coach umbenannt. In den 1960er Jahren fokussierte sich das Unternehmen auf Stadtbusse. Als 1971 das Unternehmen in finanzielle Schwierigkeiten geriet, wurde dieses an die Manitoba Development Corporation verkauft. Das Unternehmen führte die Bezeichnung Flyer Industries Limited ein.
Am 15. Juli 1986 kaufte der Niederländer Jan den Oudsten, dessen Familie den niederländischen Bushersteller Den Oudsten Bussen betrieb, Flyer Industries von der Manitoba Development Corporation. Durch die Übernahme wurde der Name in New Flyer Industries Limited geändert. 1988 führte New Flyer als erster Hersteller in Nordamerika Niederflurbusse ein. Der erste Bus des Typs D40LF wurde 1991 an die Port Authority of New York and New Jersey geliefert. 1995 wurde der erste Gelenkbus nach dem gleichen Prinzip an Strathcona County Transit in Alberta ausgeliefert. New Flyer war mit 6100 ausgelieferten Niederflurbussen auf dem nordamerikanischen Kontinent der größte Hersteller. 2003 erhielt das Unternehmen einen Großauftrag von King County Metro aus Seattle. Der Auftrag umfasste 213 Hybridbusse. Zwischen 2005 und Ende 2009 lieferte New Flyer 262 Niederflur-Trolleybusse an die Greater Vancouver Transportation Authority (heute: Translink). Der Auftrag umfasste die Modelle E40LFR und E60LFR. Der erste Bus wurde im Juli 2005 ausgeliefert und die restlichen bis Herbst 2009. 2006 orderte die Southeastern Pennsylvania Transportation Authority (Septa) 38 Busse des Typs E40LFR.
Mit über 2200 Mitarbeitern und 2164 ausgelieferten Omnibussen war New Flyer im Jahr 2008 der größte Omnibushersteller in Nordamerika (41 Prozent Marktanteil).
2013 wurde der Hersteller North American Bus Industries (NABI) aus Anniston (Alabama) und Ende 2015 das Unternehmen Motor Coach Industries aus Des Plaines übernommen.
Im Mai 2019 übernahm New Flyer den britischen Omnibushersteller Alexander Dennis Ltd. (ADL), der weiterhin unter seinem Markennamen Ein- und Doppeldeckbusse produziert.
2024 wurden insgesamt 4.547 Busse aller Marken des Konzerns ausgeliefert.

## Modelle
Die derzeit angebotenen Fahrzeuge haben einen Elektroantrieb (Oberleitungsbusse, batterieelektrische oder Brennstoffzellen-Busse) oder einen mit Verbrennungsmotor (Diesel- oder Erdgasmotoren) oder sind dieselelektrische Hybride. New Flyer stellte bereits 1994 Omnibusse mit Erdgasantrieb vor und gilt als einer der Vorreiter bei der Implementierung alternativer Antriebe. Die weltweit ersten serienmäßigen Brennstoffzellen-Hybridbusse wurden bis Ende 2009 nach British Columbia geliefert, wo sie während der Olympischen Winterspiele 2010 zum Einsatz kamen.

### Versionen
Seit 2005 werden nur noch niederflurige Fahrzeuge produziert, es gibt sie als Solo- oder Gelenkbus-Variante. Es werden verschiedene Modelle gebaut bzw. sind mit unterschiedlichen Versionen und Ausstattungen verfügbar.
| Treibstoffart | Länge | Bauart          | Model              |
| --- | --- | --------------- | ------------------ |
| C = komprimiertes Erdgas (CNG) D = Diesel DE= Diesel-elektrisch (Hybrid) E = Elektrischer Trolleybus XE= Batterie-elektrisch GE= Benzin-elektrisch (Hybrid) H = Wasserstoff-Brennstoffzelle (nur 40LFR) HE= Wasserstoff L =Flüssigerdgas (LNG) | 30 = 30 feet (9,1 m) 35 = 35 feet (11 m) 40 = 40 feet (12 m) 41 = 41 feet (12,5 m) 60 = 60 feet (18 m) Gelenkbus | Niederflurbusse | R = restyled front |

### Aktuelle Modelle
| Modelle               | Antriebsart              | Ausführung             | Foto | Anmerkungen         |
| --------------------- | ------------------------ | ---------------------- | ---- | ------------------- |
| Xcelsior Charge NG    | Batterieelektrisch       | Solobus oder Gelenkbus |      |                     |
| Xcelsior Charge FC    | Brennstoffzelle          | Solobus oder Gelenkbus |      |                     |
| Xcelsior Trolley      | Oberleitungsbus          | Solobus oder Gelenkbus |      |                     |
| Xcelsior AV           | Batterieelektrisch       | Solobus                |      | Selbstfahrender Bus |
| Xcelsior Hybrid       | Hybrid-Elektrisch        | Solobus                |      |                     |
| Xcelsior CNG          | CNG                      | Solobus oder Gelenkbus |      |                     |
| Xcelsior Clean Diesel | Diesel-Verbrennungsmotor | Solobus oder Gelenkbus |      |                     |

### Ausgelaufene Modelle (Auswahl)
| Modell             | Einführung | Produktionsende | Foto | Länge                  | Anmerkungen |
| ------------------ | ---------- | --------------- | ---- | ---------------------- | ----------- |
| LFA                | 2005       | 2010            |      | verschiedene Versionen |             |
| C30LF D30LF DE30LF | 1996       | 2009            |      |                        |             |
| C35LF D35LF DE35LF | 1996       | 2009            |      |                        |             |
| C40LF D40LF DE40LF | 1988       | 2013            |      |                        |             |
| C40 D40 L40        | 1987       | 1999            |      |                        |             |
| D60 E60 Galaxy     | 1988       | 2004            |      |                        |             |
| E901A/ E902        | 1982       | 1983            |      |                        |             |
| D901 D901A         | 1980       | 1984            |      |                        |             |
| E800 E800A         | 1974       | 1978            |      |                        |             |
| D700 D700A         | 1968       | 1973            |      |                        |             |

## Standorte
Produktionswerke (nur New Flyer):
- Winnipeg, Manitoba (Busse & Reisebusse)
- St. Cloud, Minnesota (Busse)
- Crookston, Minnesota (Busse, nur Endmontage)
- Anniston, Alabama (Busse)
- Jamestown, New York